# Друкер, Питер Фердинанд
Пи́тер Фердина́нд Дру́кер (нем. Peter Ferdinand Drucker; по-немецки его имя звучит как Петер Друкер, по-английски — Питер Дракер; 19 ноября 1909, Вена — 11 ноября 2005, Клермонт) — американский учёный австрийского происхождения; экономист, публицист, педагог, один из самых влиятельных теоретиков менеджмента XX века.

## Биография
Питер Друкер родился в Вене 19 ноября 1909 года. Вырос в Вене, в 1920-х годах переехал в Германию, учился в Гамбурге, затем во Франкфурте (в Университете Гёте).
В 1937 году бежал в США от нацистского режима.
В 1943 году стал гражданином США.
Преподавал менеджмент в Университете Нью-Йорка с 1950 по 1971 год.
С 1971 года профессор общественных наук и менеджмента в Университете Клермонта (штат Калифорния, США).
Друкер скончался 11 ноября 2005 года в Клермонте на 96-м году жизни.

## Творчество
Начиная с 1939 года написал 39 книг, а также сотни статей в The Wall Street Journal и Harvard Business Review. Продолжал профессиональную деятельность до самой смерти.
Сформировал теорию об инновационной экономике и предпринимательском обществе.
В основе теории Друкера лежит его представление о новом информационном обществе, характеризуемом постоянными изменениями. В мире будущего «творческая деструкция» будет основополагающим признаком общества в целом, а не только его экономической сферы. Профессионалы-управленцы наступающей эпохи окажутся перед необходимостью приспосабливаться к ситуации периодических трансформаций, когда последние перестанут восприниматься как исключения и станут нормой жизни. «В периоды коренных структурных преобразований, — пишет Друкер в книге, изданной в России в 2003 г. под названием „Задачи менеджмента в XXI веке“, — выживают только лидеры перемен — те, кто чутко улавливают тенденции изменений и мгновенно приспосабливаются к ним, используя себе во благо открывающиеся возможности». Но, более того, в бизнесе, как и в общественной деятельности нельзя сегодня добиться успеха, если не генерировать изменения, постоянно задаваясь вопросом о причинах недостаточной эффективности тех или иных аспектов работы.
Друкер верил, что можно создать экономический прогресс и социальную гармонию. Но, как многие великие создатели, Друкер ужаснулся своему детищу. «Корпорации, которые строились, чтобы стоять как пирамиды, теперь похожи на палатки», — не без скорби признавал Питер в последние годы жизни.
Известные маркетологи ссылаются на Друкера, говоря о сути маркетинга, например:

Один из ведущих теоретиков по проблемам управления, Питер Друкер, говорит об этом так: «Цель маркетинга — сделать усилия по сбыту ненужными. Его цель — так хорошо познать и понять клиента, что товар или услуга будут точно подходить последнему и продавать себя сами».— Филипп Котлер. Основы маркетинга.

## Сочинения
- The Practice of Management (1954). Русскоязычное издание: Практика менеджмента. — М.: «Манн, Иванов и Фербер», 2015. — 416 с. — ISBN 978-5-00057-373-0.
- [www.mann-ivanov-ferber.ru/books/paperbook/drucker/ Друкер на каждый день. 366 советов успешному менеджеру]. — М.: Манн, Иванов и Фербер, 2012. — С. 432. — ISBN 978-5-91657-364-0
- [www.mann-ivanov-ferber.ru/books/paperbook/theeffectiveexecutive/ Эффективный руководитель.] — М.: Манн, Иванов и Фербер, 2012. — С.240. — ISBN 978-5-91657-428-9
- [mann-ivanov-ferber.ru/books/paperbook/challenges/ Менеджмент. Вызовы XXI века]. — М.: «Манн, Иванов и Фербер», 2012. — С. 256. — ISBN 978-5-91657-365-7.
- Питер Дракер. Классические работы по менеджменту = Classic Drucker. — М.: «Альпина Бизнес Букс», 2008. — С. 220. — ISBN 978-5-9614-0752-5.
- The End of Economic Man: The Origins of Totalitarianism (1939)
- The Future of Industrial Man (1942)
- Concept of the Corporation (1945)
- The New Society (1950)
- America’s Next 20 Years (1957)
- Landmarks of Tomorrow: A Report on the New 'Post-Modern' World (1959)
- Power and Democracy in America (1961)
- Managing for Results: Economic Tasks and Risk-Taking Decisions (1964)
- The Effective Executive (1966)
- The Age of Discontinuity (1968). Русскоязычное издание: Эпоха разрыва: ориентиры для нашего меняющегося общества. — М.: «Вильямс», 2007. — С. 336. — ISBN 1-56000-618-8.
- Technology, Management and Society (1970)
- Men, Ideas and Politics (1971)
- Management: Tasks, Responsibilities and Practices (1973) Русскоязычное издание: Менеджмент: задачи, обязанности, практика. — М.: «Вильямс», 2008. — С. 992. — ISBN 978-5-8459-1365-4.
- The Unseen Revolution: How the Pension Fund Came to America (1976)
- An Introductory View of Management (1977)
- Adventures of a Bystander (1979)
- Song of the Brush: Japanese Painting from the Sanso Collection (1979)
- Managing in Turbulent Times (1980)
- Toward the Next Economics and Other Essays (1981)
- The Changing World of the Executive (1982)
- The Temptation to Do Good (1984)
- Innovation and Entrepreneurship: Practice and Principles (1985). Русскоязычное издание: Бизнес и инновации. — М.: «Вильямс», 2007. — С. 432. — ISBN 0-88730-618-7.
- The Frontiers of Management (1986)
- The New Realities (1989)
- Managing the Non-Profit Organization: Practices and Principles (1990) Русскоязычное издание: Менеджмент в некоммерческой организации: принципы и практика. — М.: «Вильямс», 2007. — С. 304. — ISBN 0-88730-601-2.
- Managing for the Future: The 1990s and Beyond (1992)
- The Post-Capitalist Society (1993)
- The Ecological Vision: Reflections on the American Condition (1993)
- The Theory of the Business (1994)
- Managing in a Time of Great Change (1995)
- Drucker on Asia: A Dialogue Between Peter Drucker and Isao Nakauchi (1997)
- Peter Drucker on the Profession of Management (1998). Русскоязычное издание: О профессиональном менеджменте: о профессии менеджера. — М.: «Вильямс», 2005. — С. 320. — ISBN 1-59139-322-1.
- Management Challenges for the 21st Century (1999). Русскоязычное издание: Задачи менеджмента в XXI веке. — М.: «Вильямс», 2007. — С. 272. — ISBN 0-7506-4456-7.
- The Essential Drucker: The Best of Sixty Years of Peter Drucker’s Essential Writings on Management (2001). Русскоязычное издание: Энциклопедия менеджмента. — М.: «Вильямс», 2006. — С. 432. — ISBN 0-06-621087-9.
- Leading in a Time of Change: What it Will Take to Lead Tomorrow (2001; with Peter Senge)
- The Effective Executive Revised (2002). Русскоязычное издание: Эффективный руководитель. — М.: «Вильямс», 2007. — С. 224. — ISBN 0-06-051607-0.
- Managing in the Next Society (2002). Русскоязычное издание: Управление в обществе будущего. — М.: «Вильямс», 2007. — С. 320. — ISBN 0-312-28977-4.
- A Functioning Society (2003)
- The Daily Drucker: 366 Days of Insight and Motivation for Getting the Right Things Done (2004). Русскоязычное издание: Друкер на каждый день. 366 советов по мотивации и управлению временем. — М.: «Вильямс», 2007. — С. 416. — ISBN 0-06-074244-5.
- Managing Oneself (2005)
- The Effective Executive in Action (to be published in January 2006)
- Management, Revised Edition (Peter Drucker, Joseph A. Maciariello) 2008. Русскоязычное издание: Питер Друкер: Менеджмент. — Издательство: Вильямс, 2010 г. ISBN 978-5-8459-1570-2.